# Mercator
 (транскр.  Меркатор) је највећи словеначки трговински ланац супермаркета са седиштем у Љубљани. Основан је лета 1949. под именом Живјела Љубљана. Четири године касније, колектив је добио своје садашње име.
Поред Словеније, Меркатор је проширио свој ланац продавница у Босни и Херцеговини, Хрватској и Србији.

## Галерија
- Меркатор у Новом Саду
- Меркатор на Новом Београду
- Меркатор у Бањa Луци.
- Меркатор у Брчком.